# 麦里芝蓄水池
麦里芝蓄水池（英語：MacRitchie Reservoir）是新加坡最早也是现今最大的蓄水池，于1868年建成，当时获慈善家陈金声 (Tan Kim Seng) 捐资 1万3000 新元，是新加坡辟于中央自然保护区Central Catchment Nature Reserve内的四座水库之一。

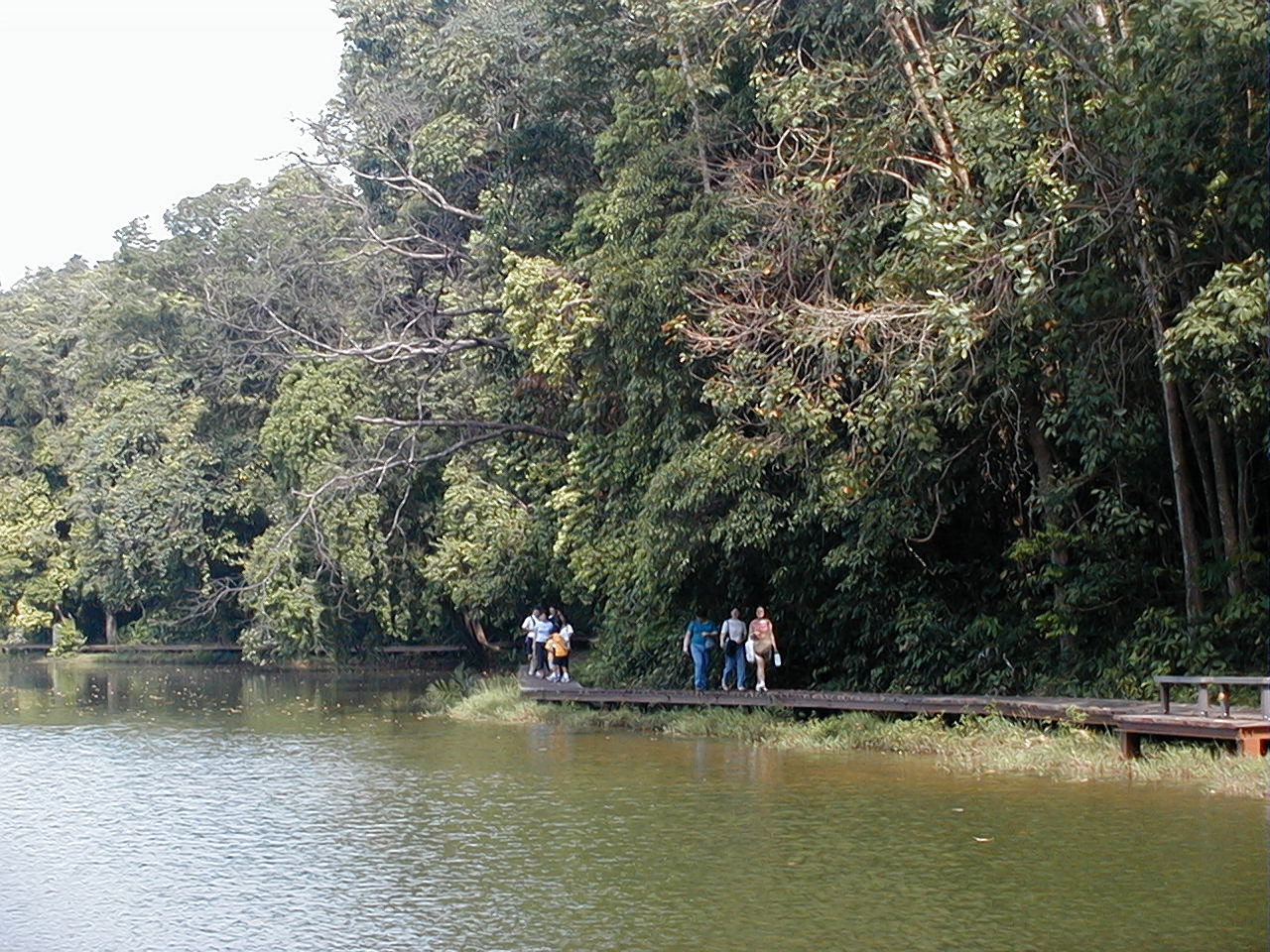
麦里芝蓄水池走道

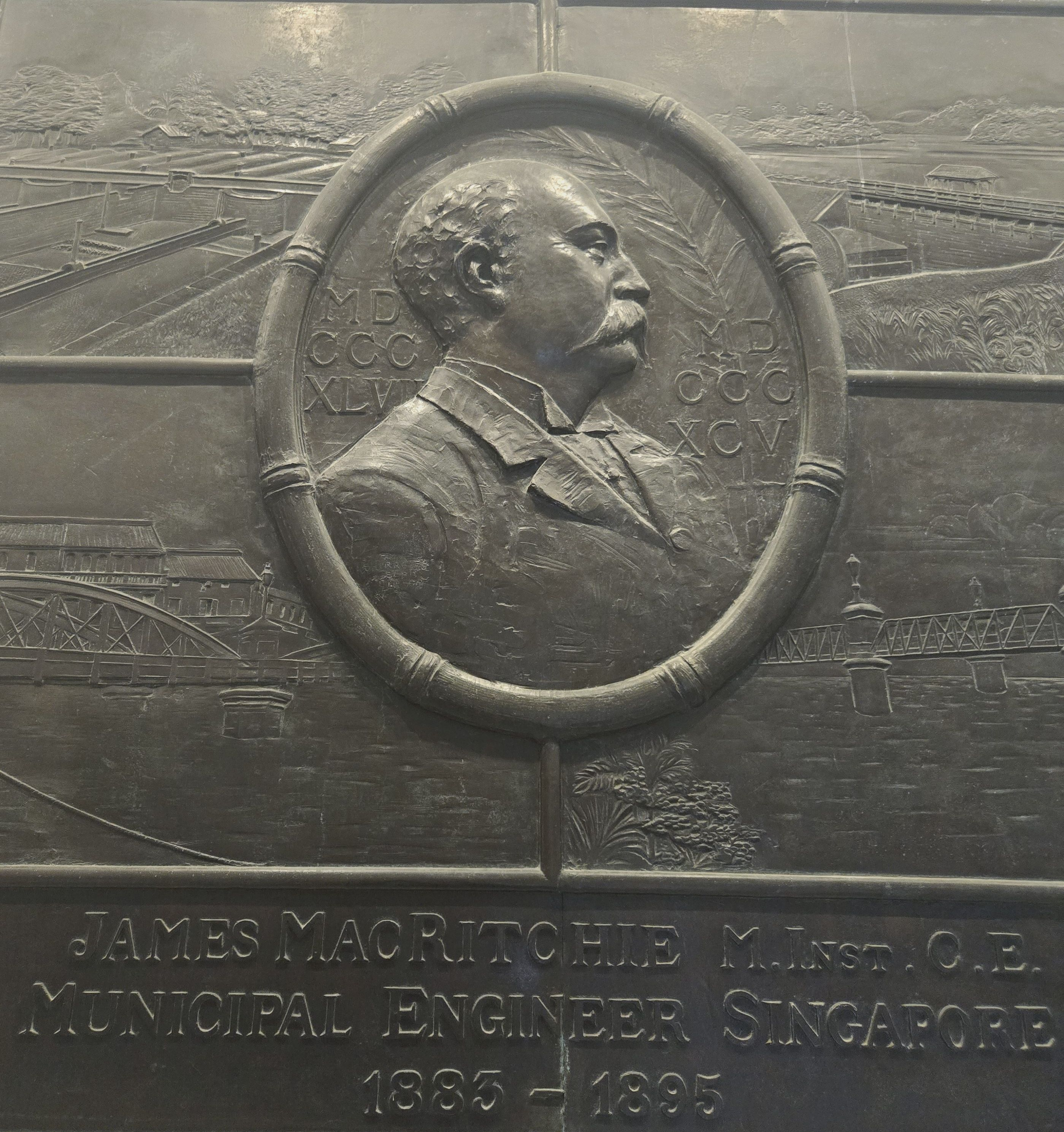
于新加坡国家美术馆内大厅的麦里芝像

刚建好时原名为Impounding Reservoir，1891年扩建后为纪念前道路和公共工程总监约翰•特恩布尔•汤姆森John Turnbull Thomson，更名汤申路蓄水池Thomson Road Reservoir，最终在1922年为纪念负责扩建蓄水池的市政工程师麦里芝 James MacRitchie，命名为麦里芝蓄水池MacRitchie Reservoir。
太平洋战争期间，日本军队在占领新加坡后曾经在这里建立昭南神社Syonan Jinja，用以纪念在新加坡殉亡的日军而建，但后来在1945年日军投降后被摧毁。。
抗日英雄林谋盛（Lim Bo Seng）之墓就位于麦里芝蓄水池公园内。
麦里芝蓄水池公园于1967年8月4日正式开幕。2004年11月5日，麦里芝蓄水池公园新添加高达25米的树梢吊桥（TreeTop Walk）景点。

## 外部連結
- National Parks Board website
- National Parks Board, Central Catchment Nature Reserve – HSBC TreeTop Walk
- 360 interactive VR photo of MacRitchie Reservoir